# Ичкинский партизанский отряд
Ичкинский партизанский отряд — партизанский отряд во время Великой Отечественной войны в Крыму, часть Партизанского движения Крыма. Организован из партийного актива села Ички (ныне посёлок Советский) и района. Действовал в первый период партизанской борьбы в 1941—1942 годах. Провёл ряд результативных боёв против немецко-румынских оккупантов. В связи с уменьшением состава был слит с Зуйским отрядом.

## История
Ичкинский партизанский отряд создан 31 октября 1941 года из партийно-советского и хозяйственного актива Ичкинского района. Основная роль в создании отряда легла на первого командира М. И. Чуба (бывший директор Окреченского сельскохозяйственного техникума), комиссара В. А. Золотову (первого секретаря Ичкинского райокома ВКП(б)), заместитель командира отряда по снабжению И. Е. Мотяхина (бывшего уполномоченного по заготовкам сельхозпродуктов Ичкинского района).
По данным современных исследователей партизанского движения, из состава отряда по оргнабору в лес вышли 125 человек, через недолгое время дезертировали 60. Отряд пополнялся и стихийными патриотами: «К ичкинцам приходят все новое и новое пополнение, сегодня к концу дня уже пришло до 130 человек, среди них до 60 % коммунистов и комсомольцев, и 33 женщины. Золотова и не представляет, что это будет за груз для отряда. Жена учителя Мурашко (она тоже учитель), беременна. Я ему посоветовал отправить её в какой-нибудь населенный пункт, где она будет в безопасности. Категорически отказалась, решила остаться и делить с мужем и друзьями (как она сказала) все горести и радости борьбы».
Окруженцы конной группы, часть офицеров (политработники и тыловики) вышла к партизанам. И. С. Бедин, бывший военком 62-го кавполка 48-й кавдивизии оказался в Ичкинском отряде 6.11.1941 года. Вместе с ним прибыли военврач 3-го ранга Рубанов Я. А., начпрод полка ст. л-т Куперман И. А. и женщина — техник-интендант 1-го ранга Трахтенберг Б. Б.
Первый и на долгое время самый крупный и успешный бой отряд под командой М. И. Чуба принял, когда он устроил засаду у Нижнего Кок-Асана. 3 (по другим данным 5) ноября 1941 года вместе с пограничниками первого батальона 294-го пограничного полка вступил в бой с наступающим противником, силы которого составляли авангард в составе двух германских батальонов пехоты и румынского кавалерийского эскадрона. Бой длился 5 часов. Противник потерял до 120 человек, взяты трофеи — стрелковое оружие. Пограничная часть НКВД и военный госпиталь смогли благодаря партизанам оторваться от преследования и уйти на Ускут и далее к морю. После боя Ичкинский отряд отошёл на гору Скирда. Ичинский отряд, таким образом, начал партизанскую войну в Крыму. После войны на месте боя у дороги был установлен памятный знак.
По румынским документам в результате зачистки местности частями 1-й горно-стрелковой бригады румын 14 ноября 1941 года были уничтожены базы партизан в районе Верхний и Нижний Кок Асан, причем в ходе одной операции. Противник указывает, что потерял 6 человек убитыми и 6 ранеными.
3 января 1942 года, когда партизаны вели боевые действия в общем в поддержку Керченско-Феодосийского десанта, они разгромили румынский гарнизон и заняли деревню Ени-Сала (ныне Красносёловка). М. И. Чуб считал этот бой самым удачным за все время своей партизанской деятельности. В успехе этой операции важную роль он отводил действиям группы Мотяхина.
Далее последовал разгром 8 января 1942 года моторизованной колонны противника у поворота «Подкова» на дороге Карасубазар-Ускут, тяжёлые оборонительные бои за высоты 1040 и 1025. Партизанский 1-й район, самый восточный, располагался в малолесистой местности под Судаком. На него после ликвидации Судакского десанта противник (румыны, усиленные немцами) направил первый удар в ходе прочёсов. Продуктовые базы были частью захвачены противником (организованными немцами отрядами самообороны), частью разграблены населением. Отряды 1-го района были оттеснены во 2-й район и он стал северо-восточной передовой зоны контроля партизан. Об боях партизан-ичкинцев сообщала сводка Совинформбюро от 18 декабря 1941.
А. В. Мокроусов, командир партизанского движения в Крыму, писал: «Тов. Чуб М. И. — организатор партизанского движения в Советском районе, боевой командир в период борьбы с немецкими захватчиками. За короткое время он привел в боевое состояние отряды и развернул активные боевые действия. Отличительные черты его — исключительная честность, скромность, отвага, большая выдержка и глубокая преданность Родине».
В июне 1942 года Чуб принял командование 1-м партизанским районом. Командиром Ичкинского отряда стал Юрьев Иван Иванович.
За время своего существования отряд провёл более 40 боевых операций против оккупантов, в результате которых было истреблено более 1000 солдат и офицеров противника, уничтожено 4 автомашины с грузами и живой силой врага, взорвано 2 моста, организовано крушение поезда с воинскими группами на железнодорожной линии Джанкой — Керчь и т. д.. Отряд являлся одним из наиболее боевых во 2-м партизанском районе.
Численность партизан убитыми, раненными, больными и эвакуированными на Большую землю сокращалась без возможности значительных пополнений. 9 мая 1942 года приказом по Крымскому штабу партизанского движения Ичкинский отряд был объединён с Колайским и до 16 октября назывался Ичкино — Колайским. По приказу командира 2 района от 16 октября 1942 года остатки были объединены с Зуйским отрядом.

## Командование
Командиры отряда:
- Чуб Михаил Ильич (31 октября 1941 года — 30 мая 1942 года),
- Юрьев Иван Иванович (30 мая — 8 сентября 1942 года),
- Якушев Михаил Дмитриевич (8 сентября — 16 октября 1942 года).

Комиссары:
- Золотова Вера Андреевна (31 октября — 22 ноября 1941 года),
- Полянский Владимир Константинович (22 ноября 1941 года — 15 марта 1942 года)
- Сизов П. А., (15 марта — 5 апреля 1942 года)
- Бедин Иван Степанович (5 апреля по 31 июля 1942 года)
- Жигарев Владимир Семёнович (31 июля — начало августа 1942 года)
- Якушев Михаил Дмитриевич (начало августа — 8 сентября 1942 года)
- Аметов (16 сентября — 16 октября 1942 года).

## Память

### Памятники

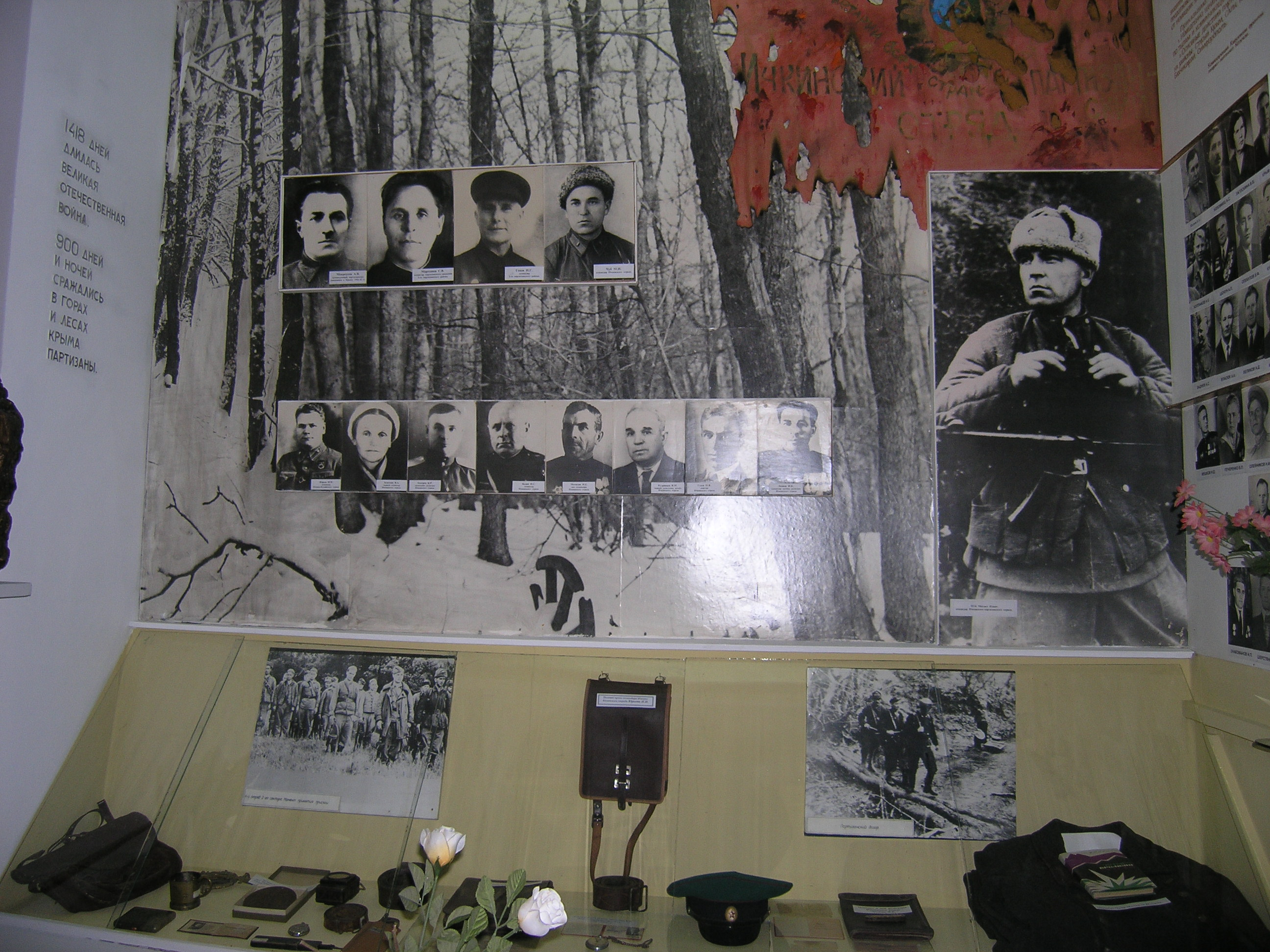
Экспозиция народного музея Ичкинского партизанского отряда в Заветном, Советский район при МБОУ «Заветненская СШ им. Крымских партизан»

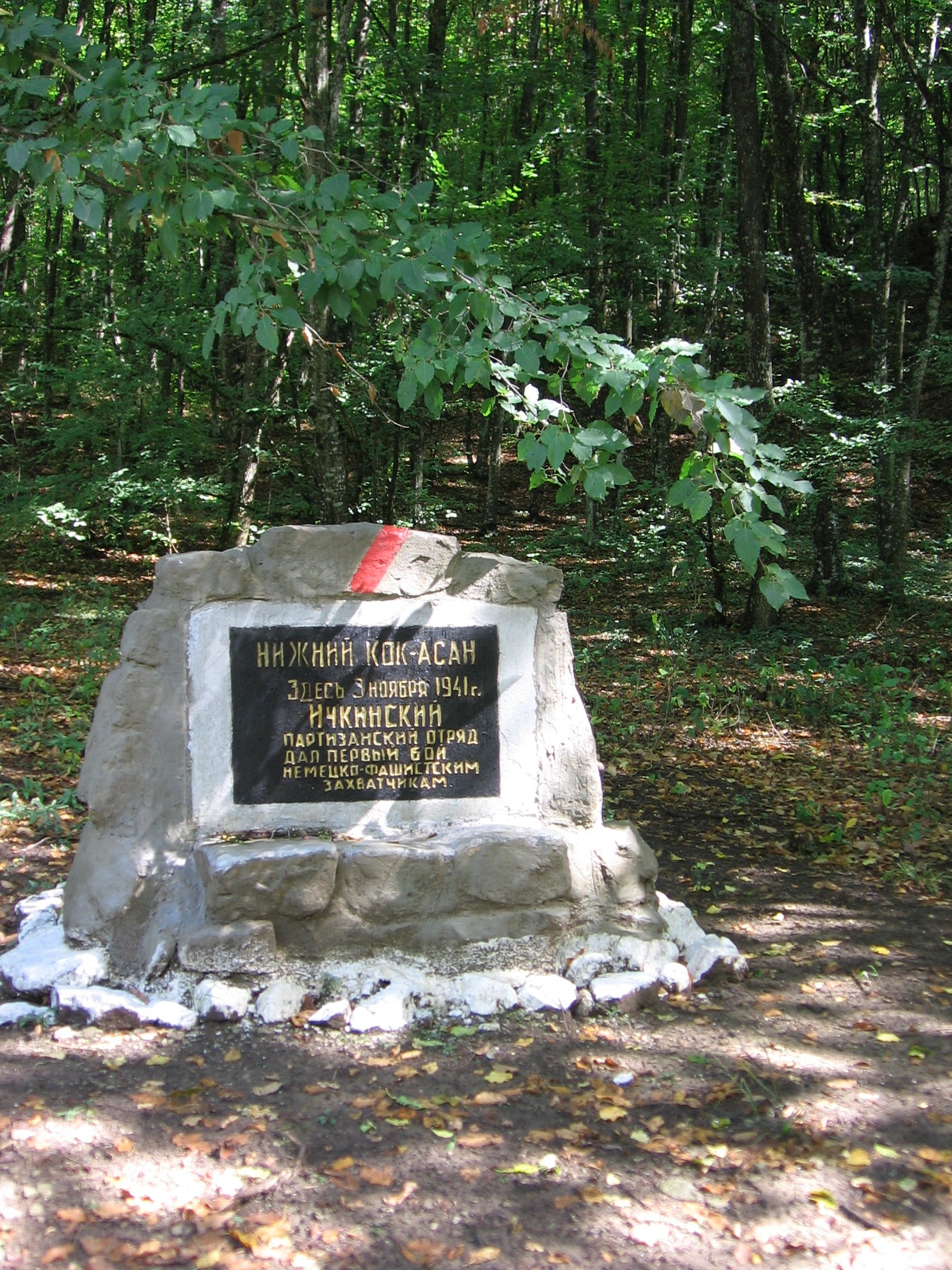
Кок-Асан. Знак на месте первого боя Ичкинского отряда, 3 ноября 1941 года.  Объект культурного наследия народов РФ регионального значения. Рег. № 911710903060005 (ЕГРОКН)
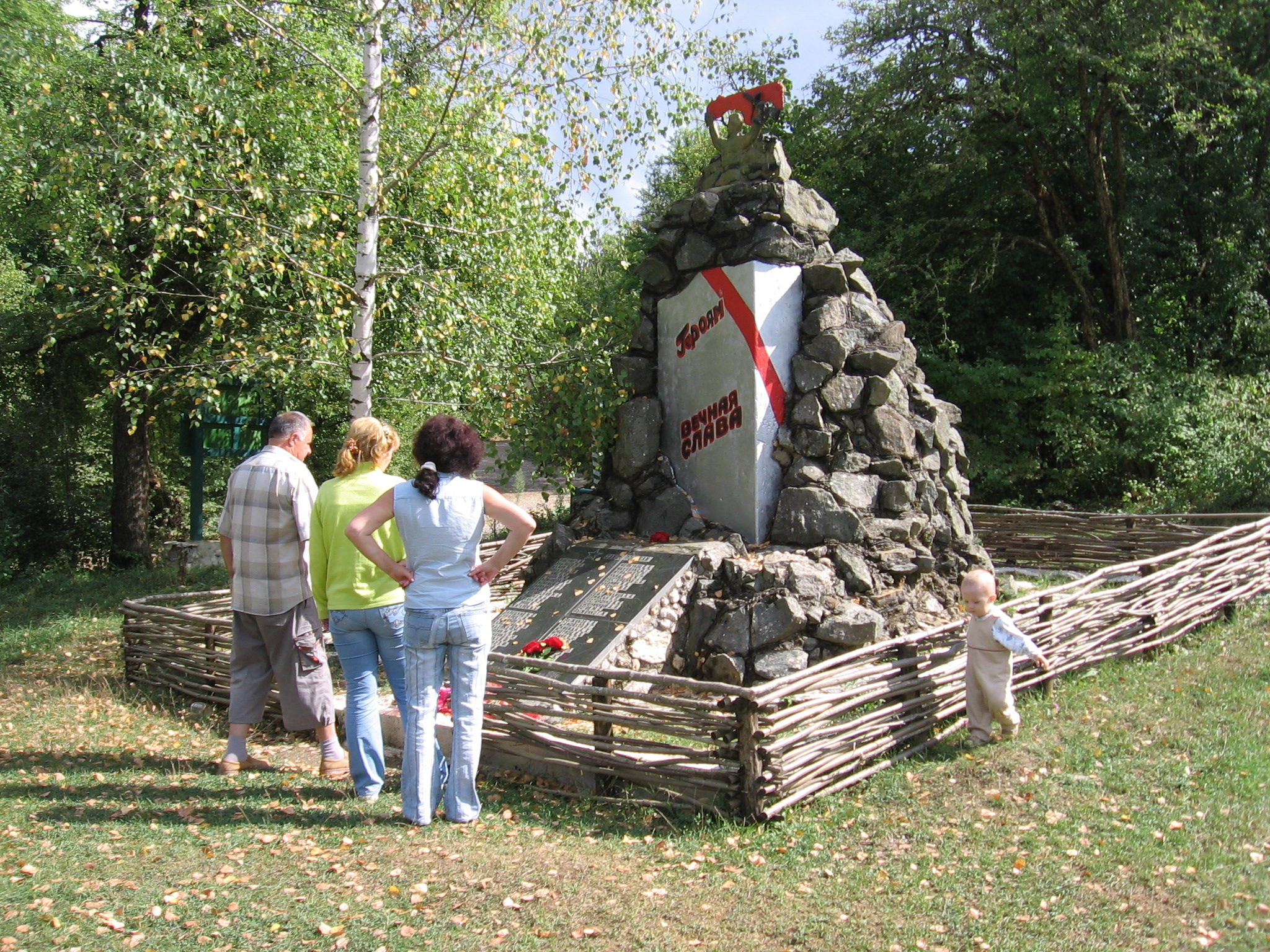
Памятный знак на месте боев партизанских отрядов с немецко-фашистскими захватчиками, урочище Нижний Кокасан  Объект культурного наследия народов РФ регионального значения. Рег. № 911710903080005 (ЕГРОКН)
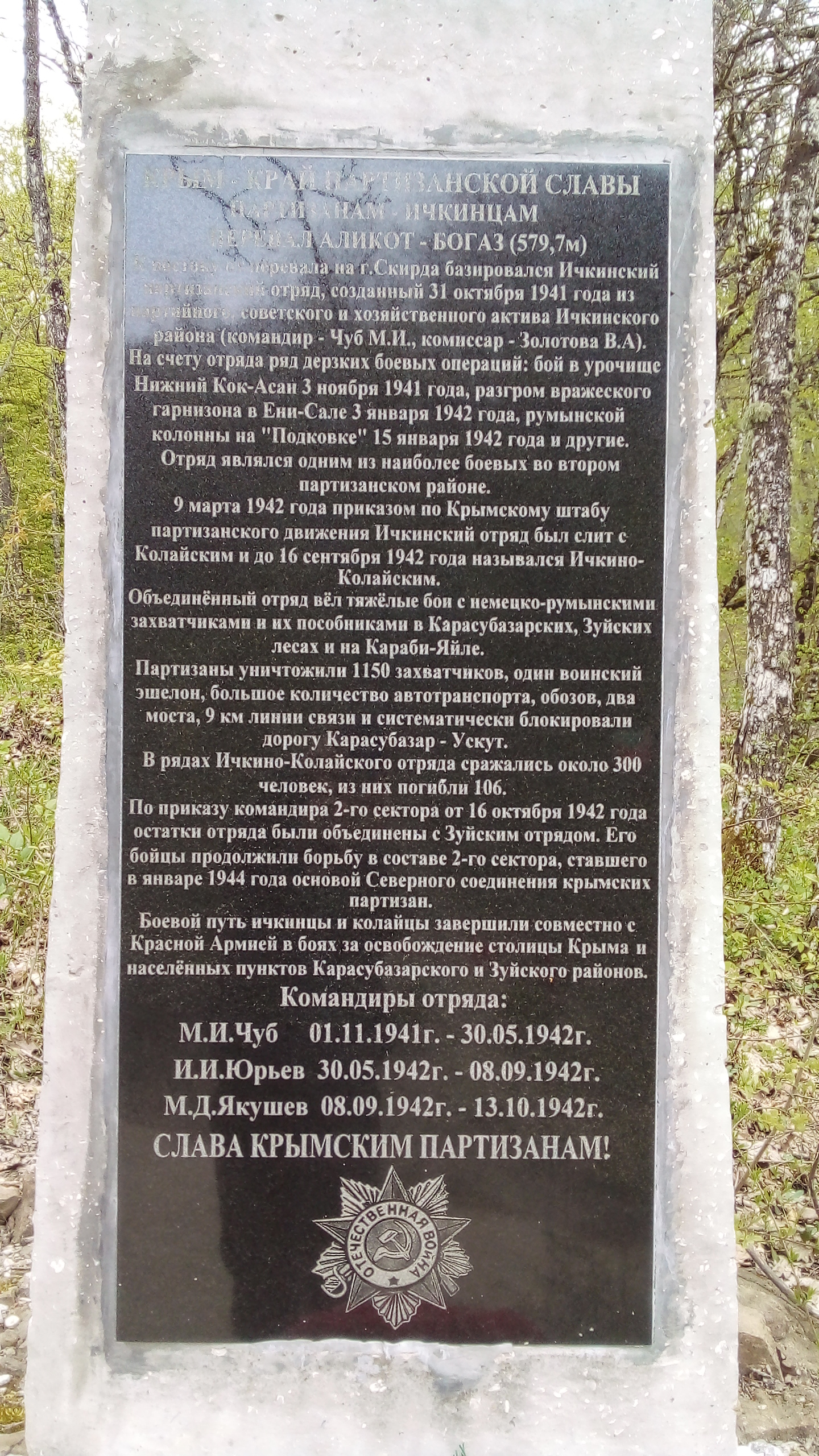
Памятный знак в честь Ичкинского партизанского отряда на перевале Кок-Асан-Богаз  Объект культурного наследия народов РФ регионального значения. Рег. № 912411417040005 (ЕГРОКН)
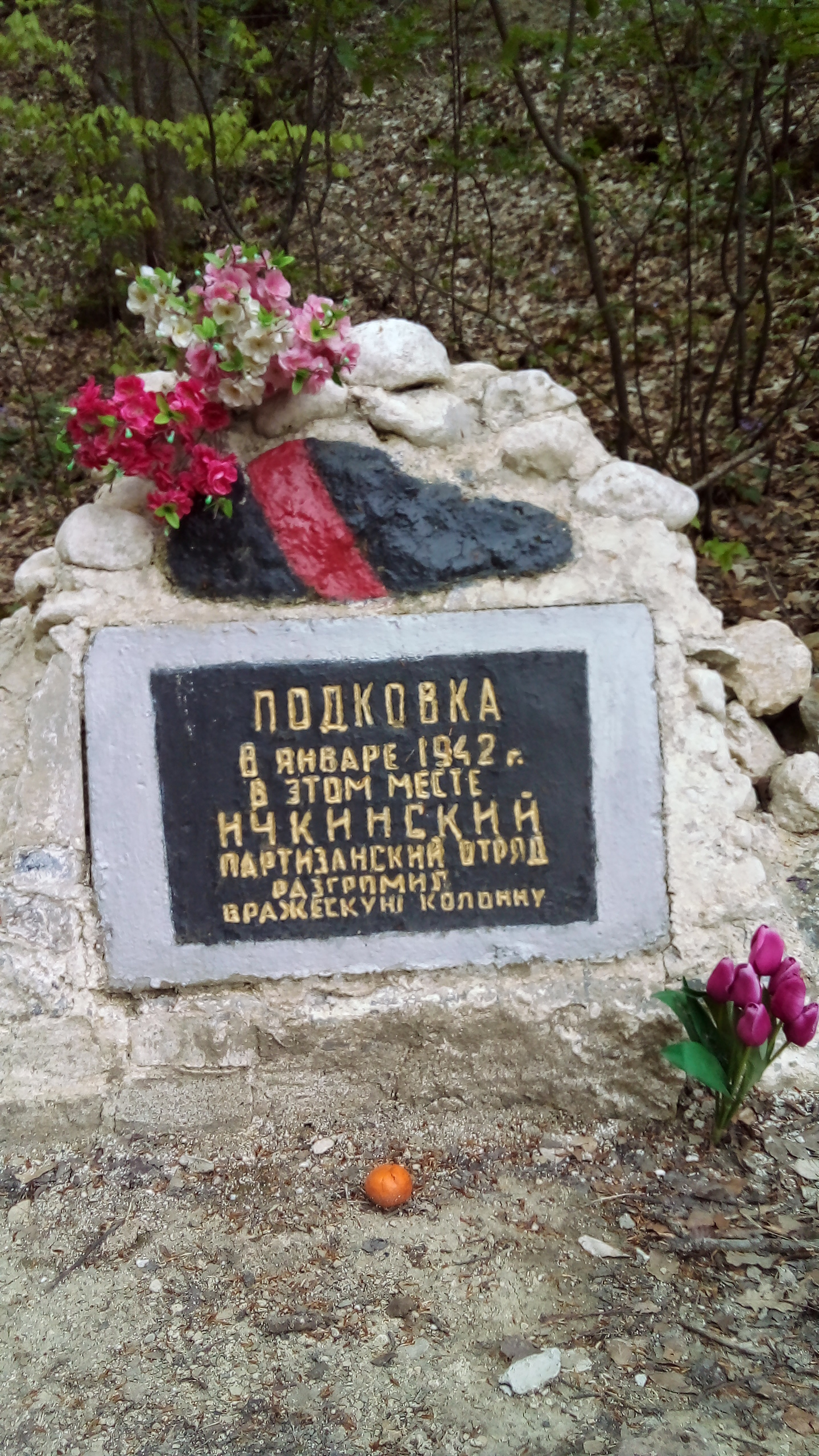
Памятник на месте боя 8 января 1942 года на повороте Подковка  Объект культурного наследия народов РФ регионального значения. Рег. № 912411411900005 (ЕГРОКН)
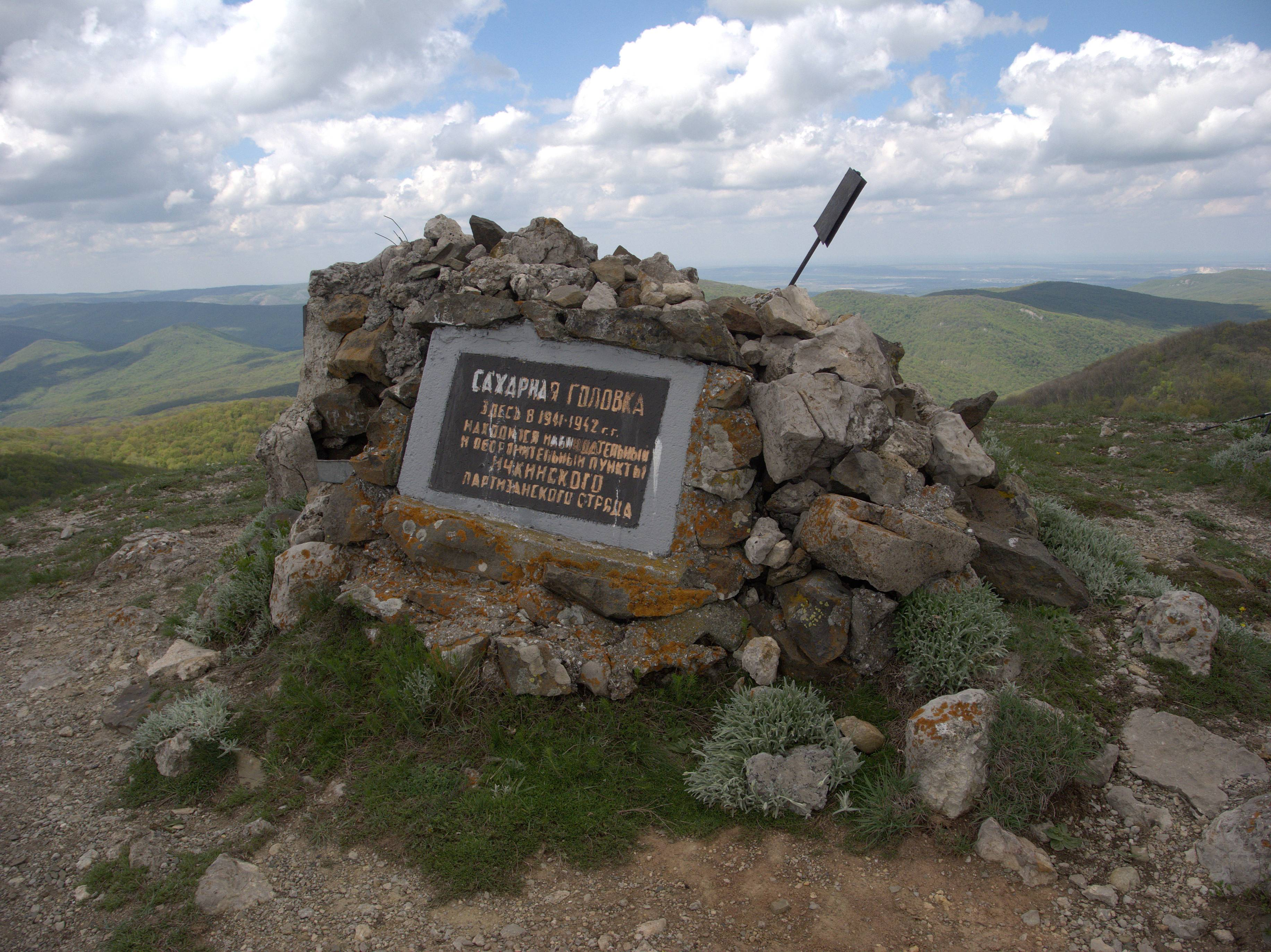
Памятный знак на горе Сори (партизанское название Сахарная Головка)
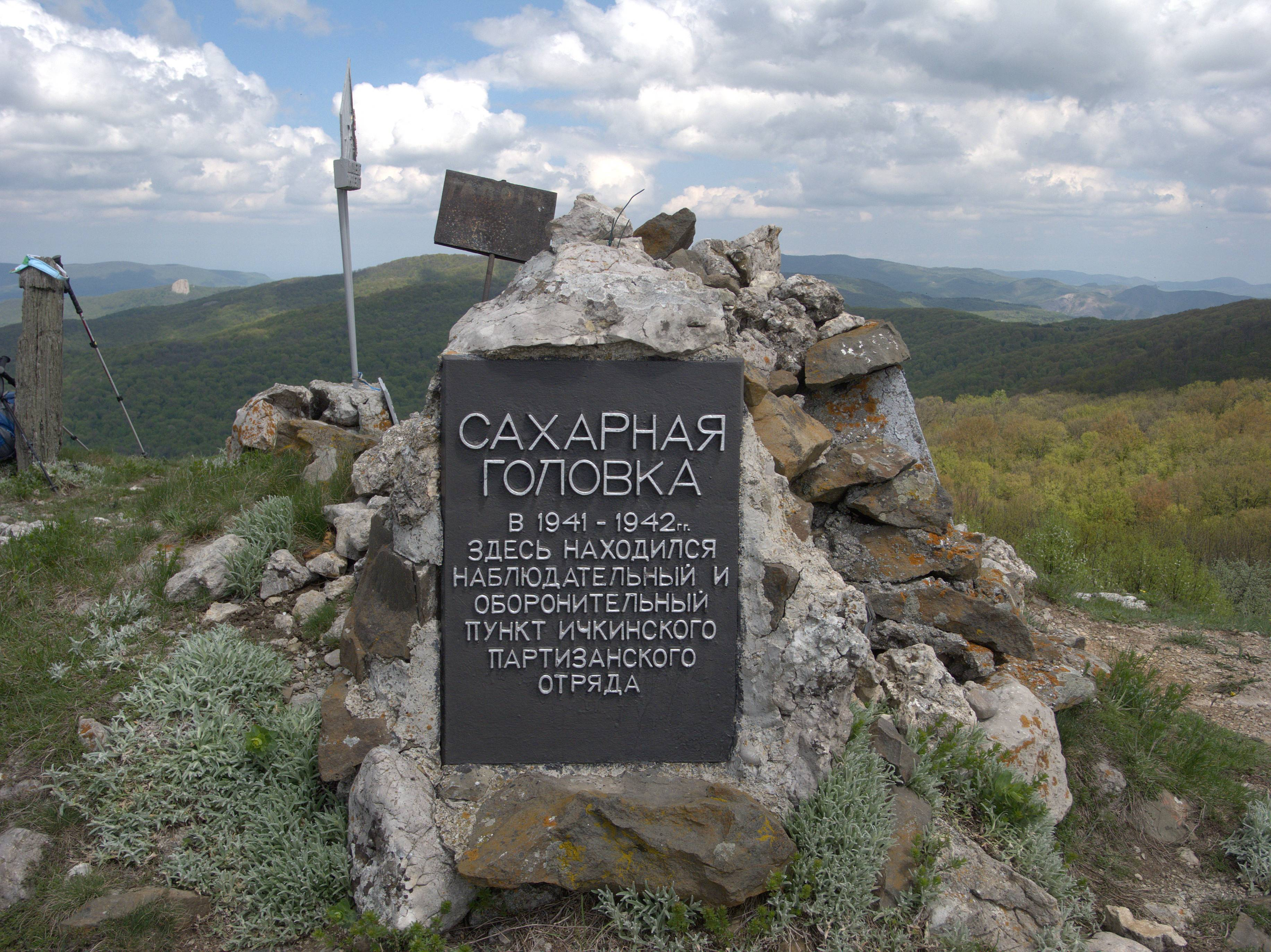
Памятный знак на горе Сори (партизанское название Сахарная Головка)
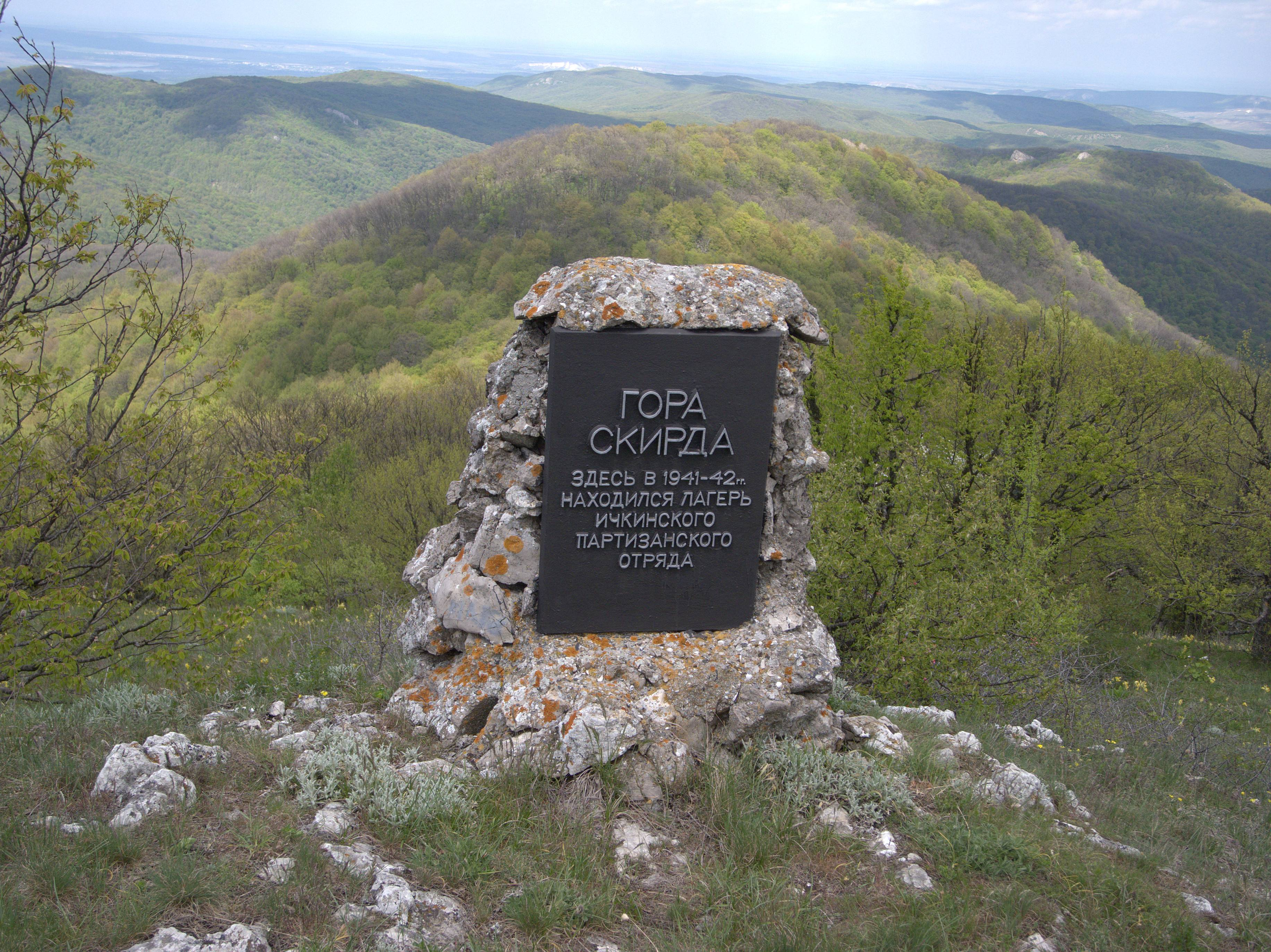
Место лагеря Ичкинского партизанского отряда на горе Скирда

Памятный знак на месте первого боя Ичкинского партизанского отряда находится в 17 км от дороги Белогорск-Приветное, у дороги на урочище Нижний Кокасан. Памятник в виде груды камней, скрепленных бетоном. В центре груды камней установлена мемориальная доска с текстом: «Нижний Кокасан. Здесь 3 ноября 1941 года Ичкинский партизанский отряд дал первый бой немецко-фашистским захватчикам».
С 20 декабря 2016 года памятник является объектом культурного наследия регионального значения  Объект культурного наследия народов РФ регионального значения. Рег. № 911710903060005 (ЕГРОКН).
Памятный знак на месте боев партизанских отрядов с немецко-фашистскими захватчиками, урочище Нижний Кокасан Объект культурного наследия народов РФ регионального значения. Рег. № 911710903080005 (ЕГРОКН)
Памятный знак в честь Ичкинского партизанского отряда Объект культурного наследия народов РФ регионального значения. Рег. № 912411417040005 (ЕГРОКН)
Памятный знак «Подковка» на месте боя Ичкинского партизанского отряда в январе 1942 года  Объект культурного наследия народов РФ регионального значения. Рег. № 912411411900005 (ЕГРОКН)

### Музей
Партизан Крыма Н. И. Олейников после войны был учителем, потом директором Заветненской школы, где проработал около 50 лет. Был Почётным гражданином Советского района, активным участником ветеранского движения, членом Крымской республиканской общественной организации ветеранов партизан и подпольщиков. Создал в школе народный музей Ичкинского партизанского отряда.
В 1960 −1980 годах живые на тот момент ветераны передавали музею уникальные экспонаты — документы, дневники, фото, личные вещи. В фондах народного музея Ичкинского партизанского отряда хранится свыше двух тысяч экспонатов, 1150 из которых являются подлинными. Экспозиция постоянно пополняется и обновляется. В музее хранится личный архив Михаила Чуба, в том числе рукопись его документальной повести «Так было», списки партизан, отчет о боевой деятельности отряда, дневниковые записи комиссара Северного соединения партизан Крыма Николая Лугового (1100 листов машинописного текста), которые освещают хронологию партизанской борьбы с ноября 1941 года по октябрь 1943-го и многие другие экспонаты. В МБОУ «Заветненская СШ им. Крымских партизан» музей действует и поныне. Электронная экспозиция его представлена на сайте школы.

### Улицы
По инициативе совета музея и первого комиссара Ичкинского партизанского отряда В. А. Золотовой в советское время улицы поселка Советского названы именами партизан и подпольщиков М. И. Чуба, И. Я. Бабичева, И. Е. Мотяхина, В. П. Мартынова, В. А. Золотовой, В. Сташевского, Г. Дивинского. В районной газете «Присивашье» была опубликована серия статей под рубрикой «Их именами названы улицы нашего посёлка».